# Pseudopsallus abroniae
Pseudopsallus abroniae är en insektsart som beskrevs av Knight 1930. Pseudopsallus abroniae ingår i släktet Pseudopsallus och familjen ängsskinnbaggar. Inga underarter finns listade i Catalogue of Life.